# Felix Komolong
Felix Dirik Komolong (* 6. März 1997) ist ein Papua-neuguineischer Fußballspieler auf der Position des Verteidigers. Neben der papua-neuguineischen Staatsbürgerschaft besitzt er auch die deutsche Staatsbürgerschaft, da seine Mutter Deutsche ist.

## Karriere
Felix Komolong begann seine Karriere beim Papua-neuguineischen Verein Besta United PNG, der in der höchsten Spielklasse des Landes spielt. Der Verein nimmt eine Sonderstellung im Ligabetrieb ein, da er ausschließlich aus Spielern der U-20-Nationalmannschaft besteht. Währenddessen besuchte er das anglikanische King’s College in Auckland, Neuseeland. Dort spielte er im Junioren Team First XI.
Seine ersten internationalen Auftritt hatte er in der U-17-Nationalmannschaft im Jahr 2013 bei der U-17-Fußball-Ozeanienmeisterschaft. Dort nahm er an vier von fünf Spielen teil. Auf Grund seiner dortigen Auftritte wurde er vom Nationaltrainer Wynton Rufer in das U-20-Nationalteam berufen. Dort fungierte er als Kapitän während der U-20-Fußball-Ozeanienmeisterschaft im Mai 2014 in Fidschi.
Durch gute Beziehungen zu seinem ehemaligen deutschen Klub Werder Bremen, gelang es Wynton Rufer den Verein auf Komolong aufmerksam zu machen. Bremen lud ihn daraufhin ein, ein dreiwöchiges Probetraining ab Ende September 2014 in Deutschland zu absolvieren.
Als Mitglied der U23-Nationalmannschaft nahm Felix Komolong unter anderem im Juli 2015 an den 14. Pazifikspielen teil, wo Papua-Neuguinea als Gastgeber den dritten Platz erreichte. Nach Abschluss seines Studiums in Neuseeland kam er im Dezember 2015 zusammen mit seinem älteren Bruder Alwin Komolong zum Madang FC. Im Februar 2016 wurde Felix Komolong an den Hekari United FC ausgeliehen, mit dem er in der OFC Champions League spielte. Im Monat darauf holte ihn der neue Nationaltrainer Flemming Serritslev in den Trainingskader. Bei der Fußball-Ozeanienmeisterschaft 2016 gehörten Felix Komolong und sein Bruder zum Kader der Nationalmannschaft. Felix Komolong trug die Nummer 5 und wurde in den drei Vorrunden (gleichzeitig WM-Qualifikation Ozeanien), Halbfinale und Finale eingesetzt, wo Papua-Neuguinea schließlich im Elfmeterschießen Neuseeland unterlag.
Zur Saison 2016/17 wechselte Komolong zum neuseeländischen Erstligisten Canterbury United Dragons.
Nach einem kurzen Aufenthalt beim Madang FC ging Komolong in die Vereinigten Staaten, um an der Northern Kentucky University zu studieren. Dort spielte er für Northern Kentucky Norse. Anfang 2020 schloss er sich in seinem Heimatland, zusammen mit seinem Bruder Alwin, dem Lae City FC an.

## Sonstiges
In seiner Jugend war Felix Komolong für ein Jahr im schleswig-holsteinischen Osterby als Spieler aktiv. In dieser Zeit kam es auch zur Zusammenarbeit mit dem Osterbyer Trainer Herbert Wandel, welcher insbesondere seine Flanken und seine Sprintfähigkeit nachhaltig verbesserte. Dies wurde nachträglich von Komolong als essenziell für seinen weiteren Karriereverlauf bewertet. Sein zwei Jahre älterer Bruder Alwin Komolong ist ebenfalls Fußballer, genau wie ihr jüngerer Bruder Kusuga (* 1998). Alle drei spielen derzeit für die Papua-neuguineische Fußballnationalmannschaft.